# 1-й парашутний корпус (Третій Рейх)
1-й парашу́тний ко́рпус (нім. I. Fallschirm-Korps) — парашутний корпус, з'єднання у складі повітряно-десантних військ Німеччини, що брав участь у бойових діях за часів Другої світової війни.

## Командири корпусу
- генерал авіації, з 4 листопада 1944 генерал парашутних військ Альфред Шлемм (1 січня — 17 листопада 1944);
- генерал-лейтенант Ріхард Гайдріх (листопад 1944 — січень 1945);
- генерал-лейтенант Гельмут Бельке (з січня 1945 — до кінця війни).

## Бойовий склад 1-го парашутного корпусу
Формування управління, забезпечення та підтримки
- 122-ге артилерійське командування (Arko 122),
- 11-те парашутне командування артилерії Люфтваффе (Fallschirm Artillerie Kommandeur 11), з 1945;
- 1-ше управління корпусного постачання (Kommandeur Nachschubeinheiten I. Fallschirmkorps);
- 1-й корпусний батальйон зв'язку Люфтваффе (Korps Nachrichten-Abteilung 1 der Luftwaffe);
- 1-й корпусний розвідувальний батальйон Люфтваффе (Korps Aufklärungs Abteilung 1 der Luftwaffe);
- 1-й корпусний парашутний кулеметний батальйон (Fallschirm MG Bataillon 1);
- 1-й корпусний артилерійський полк Люфтваффе (Korps Artillerie-Regiment 1 der Luftwaffe),
- 1-й зенітний полк (Fallschirm Flak Regiment 1),
- 1-й загін штурмових гармат (Sturmgeschütz Abteilung 1 der Luftwaffe).

- 1-ша парашутна дивізія (1. FallschirmJäger-Division);
- 2-га парашутна дивізія (2. FallschirmJäger-Division).

- 4-та парашутна дивізія (4. FallschirmJäger-Division);
- 3-тя панцергренадерська дивізія (3. Panzergrenadier-Division);
- 65-та піхотна дивізія (65. Infanterie-Division).

- 4-та парашутна дивізія;
- 334-та піхотна дивізія (334. Infanterie-Division);
- 362-га піхотна дивізія (362. Infanterie-Division).

- 1-ша парашутна дивізія;
- 4-та парашутна дивізія;
- 90-та панцергренадерська дивізія (90. Panzergrenadier-Division);
- 334-та піхотна дивізія;
- 715-та піхотна дивізія (715. Infanterie-Division).

- 1-ша парашутна дивізія;
- 4-та парашутна дивізія;
- 26-та танкова дивізія (26. Panzer-Division);
- 278-ма піхотна дивізія (278. Infanterie-Division);
- 305-та піхотна дивізія (305. Infanterie-Division).